# فين ولفهارد
فين ولفهارد (بالإنجليزية: Finn Wolfhard)‏ (مواليد 23 ديسمبر 2002) هو ممثل كندي. إشتهر بدوره كمايك ويلر في سلسلة نيتفليكس سترينجر ثينقس.

## النشأة
ولد ولفهارد في فانكوفر، كندا، إلى عائلة من أصل فرنسي، ألماني ويهودي.

## الأعمال

### الكرتون
| السنة | العنوان            | الدور       | ملاحظات                            |
| ----- | ------------------ | ----------- | ---------------------------------- |
| 2017  | Young Math Legends | Young Gauss | Animated shorts by Flatland on VHX |
| 2019  | Carmen Sandiego    | Player      | سلسلة نتفليكس الكرتونية: 20 حلقة   |

### الأفلام
| 2013 | Aftermath        | تشارلز الصغير        | فيلم مستقل                  |  |  |
| 2013 | The Resurrection |                      | فيلم مستقل                  |  |  |
| 2017 | إت               | ريتشي توزير          | تاريخ الصدور: 8 سبتمبر 2017 |  |  |
| 2019 | إت: الفصل الثاني | ريتشي توزير (الصغير) | تاريخ الصدور: 26 يونيو 2019 |  |  |
| 2020 | The turning      | مايلز                |                             |  |  |

### التلفاز
| السنة         | العنوان       | الدور        | ملاحظات                    |
| ------------- | ------------- | ------------ | -------------------------- |
| 2014          | المئة         | زوران        | حلقة: "Many Happy Returns" |
| 2015          | خارق للطبيعة  | جوردي بينسكي | حلقة: "Thin Lizzie"        |
| 2016–حتى الآن | سترينجر ثيقنس | مايك ويلر    | 27 حلقة                    |

### سلسلة الويب
| السنة | العنوان      | الدور | ملاحظات |
| ----- | ------------ | ----- | ------- |
| 2017  | Guest Grumps | بنفسه | 2 حلقة  |

### الأغاني المصورة
| السنة | الفنان           | العنوان             | ملاحظات                   |
| ----- | ---------------- | ------------------- | ------------------------- |
| 2012  | Facts            | "Retro Oceans"      |                           |
| 2014  | PUP              | "Guilt Trip"        | ستيفان بابكوك الصغير      |
| 2016  | PUP              | "Sleep In The Heat" | ستيفان بابكوك الصغير      |
| 2017  | Spendtime Palace | "Sonora"            | Co-Directing and starring |

## الجوائز والترشيحات
| 2017 | جائزة نقابة ممثلي الشاشة |                                                          |             |     |       |
| 2017 | جائزة نقابة ممثلي الشاشة | Outstanding Performance by an Ensemble in a Drama Series | أشياء غريبة | فوز |       |
| 2017 | جائزة اختيار المراهقين   | Choice Breakout TV Star                                  | أشياء غريبة | رُشِّح | [ 9 ] |

## وصلات خارجية
- فين ولفهارد على موقع IMDb (الإنجليزية)
- فين ولفهارد على موقع ميتاكريتيك (الإنجليزية)
- فين ولفهارد على موقع روتن توميتوز (الإنجليزية)
- فين ولفهارد على موقع ألو سيني (الفرنسية)
- فين ولفهارد على موقع ميوزك برينز (الإنجليزية)
- فين ولفهارد على موقع تيرنر كلاسيك موفيز (الإنجليزية)
- فين ولفهارد على موقع أول موفي (الإنجليزية)
- فين ولفهارد على موقع بوكس أوفيس موجو (الإنجليزية)
- فين ولفهارد على موقع قاعدة بيانات الأفلام السويدية (السويدية)
- فين ولفهارد على موقع ديسكوغز (الإنجليزية)